# Álex Padilla
Alejandro Padilla Pérez (Zarauz, Guipúzcoa, 1 de septiembre de 2003) es un futbolista hispano-mexicano, que juega como portero en el Athletic Club de la Primera División de España.

## Trayectoria

### Inicios y llegada a Lezama
Nacido en Zarauz, su padre es guipuzcoano de Vergara, mientras que su madre nació en la localidad mexicana de Camargo, Chihuahua. Cuando apenas tenía tres meses, por el trabajo de su padre, se trasladaron al país azteca, instalándose en Celaya.Después de siete años en México, se mudaron a Detroit, donde vivieron un año y medio antes de volver a Zarauz. A su regreso, comenzó a jugar al fútbol en las filas del Zarautz KE.En abril de 2019 firmó un contrato de larga duración con el Athletic Club para formarse en Lezama, siendo integrado en su equipo juvenil.En abril de 2021, siendo portero del Juvenil División de Honor, fue convocado para un encuentro con el Bilbao Athletic.

### Bilbao Athletic
En la temporada 2021-22 ascendió al CD Basconia de Tercera Federación, donde siguió como titular. En verano de 2022 realizó la pretemporada con el Athletic Club de Ernesto Valverde.En la campaña 2022-23 se hizo con la titularidad de la portería del Bilbao Athletic, donde sufrió el descenso a Segunda Federación.En la siguiente temporada continuó como titular y logró el ascenso a Primera Federación.

### Athletic Club
En el verano de 2024, debido a las lesiones de Unai Simón y Agirrezabala, Valverde le dio la titularidad en la portería del Athletic Club para los amistosos de pretemporada.El 15 de agosto de 2024 debutó en Primera División, en San Mamés, ante el Getafe (1-1).En dicho encuentro realizó una gran intervención al evitar un gol con el pie en un mano a mano ante Carles Aleñá.El 24 de agosto jugó frente al FC Barcelona, en el Estadio Lluis Companys, donde hizo una parada a Robert Lewandowski, que fue nominada a mejor parada del mes en LaLiga.El 22 de septiembre, tras casi un mes sin jugar, sustituyó a Julen Agirrezabala al descanso en un triunfo frente al Celta de Vigo (3-1).El 3 de enero de 2025 renovó su contrato hasta junio de 2029.

### Club Universidad Nacional
El 9 de enero de 2025 fue cedido seis meses a Pumas de la UNAM para la disputa del Torneo Clausura de la Primera División de México.El técnico Gustavo Lema decidió apostar por Pablo Lara como guardameta titular.El 7 de febrero debutó con el equipo auriazul, en Copa de Campeones, en una derrota frente al Cavalry FC canadiense (2-1).Con la llegada como técnico de Efraín Juárez en marzo, se convirtió en el portero titular del equipo.
Tras la salida del portero suplente del Athletic Club de Bilbao, Julen Agirrezabala, al Valencia F.C, el club vasco interrumpió el préstamo de Padilla en Pumas para que se desempeñe como segundo portero del club.

## Selección nacional
El 3 de septiembre de 2021 debutó con la selección española sub-19 en un amistoso frente a México (5-1).En marzo de 2022 fue titular en los dos encuentros clasificatorios para la Eurocopa sub-19 ante Austria (2-2) y Dinamarca (3-3).
En 2024, tras haber jugado seis encuentros con la selección sub-19, decidió aceptar la oferta de México para jugar con la selección tricolor.El 22 de marzo de 2024 debutó con la selección sub-23 de México en un encuentro frente a Argentina (2-4).El 31 de mayo fue suplente en un amistoso de la selección de México, frente a Bolivia, a las órdenes de Jaime Lozano.Diez días después jugó su segundo encuentro con la sub-23 frente a Costa de Marfil (1-4).
El 29 de agosto de 2024 fue convocado por Javier Aguirre para disputar dos partidos amistosos con la selección de México ante Nueva Zelanda y Canadá.Fue suplente en ambos encuentros, sin llegar a debutar.El 27 de mayo de 2025 fue nuevamente convocado para la preparación de la Copa de Oro.

## Estadísticas

### Clubes
Actualizado al último partido disputado el 6 de octubre de 2024.
| C. D. Basconia · España               | 3.ª F         | 2021-22       | 24 | 18 | ― | ― | ― | ― | 24 | 18 |
| C. D. Basconia · España               | Total club    | Total club    | 24 | 18 | 0 | 0 | 0 | 0 | 24 | 18 |
| Bilbao Athletic · España              | 1.ª F         | 2022-23       | 25 | 38 | ― | ― | ― | ― | 25 | 38 |
| Bilbao Athletic · España              | 2.ª F         | 2023-24       | 26 | 11 | ― | ― | ― | ― | 26 | 11 |
| Bilbao Athletic · España              | Total club    | Total club    | 51 | 49 | 0 | 0 | 0 | 0 | 51 | 49 |
| Athletic Club · España                | 1.ª           | 2024-25       | 5  | 6  | 0 | 0 | 0 | 0 | 5  | 6  |
| Club Universidad Nacional · México    | 1.ª           | 2025          | 12 | 20 | 0 | 0 | 6 | 6 | 18 | 26 |
| Club Universidad Nacional · México    | Total club    | Total club    | 12 | 20 | 0 | 0 | 6 | 6 | 18 | 26 |
| Athletic Club · España                | 1.ª           | 2025-26       | 0  | 0  | 0 | 0 | 0 | 0 | 0  | 0  |
| Athletic Club · España                | Total club    | Total club    | 5  | 6  | 0 | 0 | 0 | 0 | 5  | 6  |
| Total carrera                         | Total carrera | Total carrera | 93 | 94 | 0 | 0 | 6 | 6 | 98 | 99 |
| (1) Hace referencia a goles encajados |               |               |    |    |   |   |   |   |    |    |